# Waiting for the Sirens' Call
Waiting for the Sirens' Call è l'ottavo album discografico in studio della band inglese New Order, pubblicato nel marzo 2005.

## Tracce
1. Who's Joe? – 5:41
2. Hey Now What You Doing – 5:16
3. Waiting for the Sirens' Call – 5:42
4. Krafty – 4:33
5. I Told You So – 6:00
6. Morning Night and Day – 5:12
7. Dracula's Castle – 5:40
8. Jetstream – 5:23
9. Guilt Is a Useless Emotion – 5:39
10. Turn – 4:35
11. Working Overtime – 3:26

## Singoli estratti
- Krafty (7 marzo 2005)
- Jetstream (16 maggio 2005)
- Waiting for the Sirens' Call (19 settembre 2005)
- Guilt Is a Useless Emotion (Solo promo, 2006)

## Formazione
New Order
- Bernard Sumner – voce, chitarre, sintetizzatori e programmazione
- Phil Cunningham – sintetizzatori e programmazione
- Peter Hook – basso, sintetizzatore e programmazione
- Stephen Morris – batteria, sintetizzatori e programmazione

Altri musicisti
- Beatrice Heatherly – cori in Guilt Is a Useless Emotion
- Ana Matronic – voce in Jetstream
- Mac Quayle – tastiere, programmazione addizionale
- Dawn Zee – cori in I Told You So e Guilt Is a Useless Emotion